# Dmitrij Fakirjanov
Dmitrij Fakirjanov (rusky Дмитрий Факирьянов; * 18. listopadu 1994, Jekatěrinburg) je ruský reprezentant ve sportovním lezení, akademický mistr světa v lezení na obtížnost a Evropy v boulderingu. Juniorský mistr světa a Evropy v lezení na obtížnost.

## Výkony a ocenění
- na prvních akademických mistrovstvích Evropy i světa získal tři medaile

### Závodní výsledky
| Mistrovství světa | Mistrovství světa | Mistrovství světa | Mistrovství světa |
| Rok               | 2012              | 2014              | 2016              |
| ----------------- | ----------------- | ----------------- | ----------------- |
| Obtížnost         | 29-30             | 26                | 11                |

| Světový pohár | Světový pohár | Světový pohár | Světový pohár | Světový pohár | Světový pohár | Světový pohár |
| Rok           | 2011          | 2012          | 2013          | 2014          | 2015          | 2016          |
| ------------- | ------------- | ------------- | ------------- | ------------- | ------------- | ------------- |
| Obtížnost     | x             | x             | x             | x             | x             | x             |
| jednotlivě*   | x             | x             | x             | x             | x             | x             |
|               |               |               |               |               |               |               |
| Bouldering    | —             | —             | —             | —             | —             | 0             |
| jednotlivě*   | —             | —             | —             | —             | —             | 37-38         |

* poznámka: nalevo jsou poslední závody v roce
| Mistrovství Evropy | Mistrovství Evropy | Mistrovství Evropy |
| Rok                | 2013               | 2015               |
| ------------------ | ------------------ | ------------------ |
| Obtížnost          | 5                  | 8                  |

| Mistrovství Ruska | Mistrovství Ruska |
| Rok               | 2012              |
| ----------------- | ----------------- |
| Obtížnost         | 2                 |

| Akademické mistrovství světa | Akademické mistrovství světa |
| Rok                          | 2016                         |
| ---------------------------- | ---------------------------- |
| Obtížnost                    | 1                            |

| Akademické mistrovství Evropy | Akademické mistrovství Evropy |
| Rok                           | 2015                          |
| ----------------------------- | ----------------------------- |
| Obtížnost                     | 2                             |
| Bouldering                    | 1                             |

| Mistrovství světa juniorů | Mistrovství světa juniorů | Mistrovství světa juniorů | Mistrovství světa juniorů |
| Rok                       | 2011 kat A                | 2012 junioři              | 2013 junioři              |
| ------------------------- | ------------------------- | ------------------------- | ------------------------- |
| Obtížnost                 | 2                         | 1                         | 1                         |

| Mistrovství Evropy juniorů | Mistrovství Evropy juniorů |
| Rok                        | 2013 junioři               |
| -------------------------- | -------------------------- |
| Obtížnost                  | 1                          |

| Evropský pohár juniorů | Evropský pohár juniorů | Evropský pohár juniorů | Evropský pohár juniorů |
| Rok                    | 2010                   | 2011                   | 2012                   |
| ---------------------- | ---------------------- | ---------------------- | ---------------------- |
| Obtížnost              | x                      | x                      | x                      |
| jednotlivě*            | 12                     | 7                      | 6                      |

* poznámka: nalevo jsou poslední závody v roce